# 大阪市立今福小学校
大阪市立今福小学校（おおさかしりつ いまふくしょうがっこう）は、大阪府大阪市城東区にある公立小学校。

## 沿革
1931年に大阪市鯰江第三尋常小学校として、現在地に設置された。現在地の学校敷地は、移転前の鯰江小学校の跡地でもある。
1934年9月21日の室戸台風では木造校舎が倒壊する被害を受けた。校内で児童33人と保護者1人が倒壊した校舎の下敷きになって死亡し、また児童169人が重軽傷を負った。死傷者数では、東成区（現在は分区で生野区）の鶴橋第二尋常小学校（現在の大阪市立北鶴橋小学校）に次いで、大阪市内の小学校で2番目に大きな被害となった。台風で犠牲になった児童らを偲び、1981年に玄関横に碑が建立された。碑の文字は当時の大阪府知事・岸昌によるものである。
1941年には国民学校令により、大阪市今福国民学校に改称している。太平洋戦争の戦局悪化に伴い大阪市を含む大都市の国民学校児童は1944年以降学童疎開の対象となった。大阪市では縁故疎開しない児童については学校単位で集団疎開させる方針をとった。疎開先の府県は各行政区ごとに指定され、城東区の国民学校へは福井県への疎開が割り当てられた。今福国民学校では福井県三方郡南西郷村（現在の美浜町）および三方郡十村（現在の三方上中郡若狭町）への疎開を実施している。
1945年6月15日の第四次大阪大空襲では、校舎半焼の被害を受けている。
学制改革により、1947年に大阪市立今福小学校に改称した。1975年には大阪市立放出小学校を分離している。

### 年表
- 1931年（昭和6年）4月1日 - 大阪市鯰江第三尋常小学校として創立。
- 1934年（昭和9年）9月21日 - 室戸台風で校舎倒壊し、児童33人が死亡するなどの被害。
- 1940年（昭和15年）10月 - 校章制定。
- 1941年（昭和16年）4月1日 - 国民学校令により、大阪市今福国民学校に改称。
- 1944年（昭和19年）9月18日 - 学童疎開を実施。
- 1947年（昭和22年）4月1日 - 学制改革により、大阪市立今福小学校に改称。
- 1947年（昭和22年）10月1日 - 校歌制定。
- 1968年（昭和43年）5月31日 - 学校教育費調査優秀校として、文部大臣より表彰を受ける。
- 1969年（昭和44年）2月5日 - 学校給食優良校として表彰を受ける。
- 1975年（昭和50年）4月1日 - 大阪市立放出小学校を分離。
- 1988年（平成元年） - 文部省・大阪市教育委員会から「むし歯予防推進指定校」に指定される（1990年度までの3年間）。
- 2006年（平成18年） - 高学年の算数で、習熟度別学習を導入。

## 通学区域
- 大阪市城東区 今福南1丁目-4丁目（1丁目の一部を除くほぼ全域）。

卒業生は大阪市立放出中学校に進学する。

## 交通
- 地下鉄長堀鶴見緑地線 蒲生四丁目駅 南東へ約600m。